# 謝爾普霍夫紅星足球會
FC Zvezda Serpukhov (俄语：ФК «Звезда» Серпухов)是一支位於俄羅斯謝爾普霍夫的職業足球會。

## 外部連結
- Official Website